# Smelowskia
Smelowskia es un género de plantas fanerógamasde la familia Brassicaceae. Comprende 53 especies. 

## Especies seleccionadas
| - Smelowskia alba - Smelowskia alpina - Smelowskia altaica - Smelowskia americana | - Smelowskia annua - Smelowskia asplenifolia - Smelowskia bifurcata - Smelowskia borealis |

- Datos: Q9078325
- Multimedia: Smelowskia / Q9078325
- Especies: Smelowskia